# Натянутый канат
«Натянутый канат» (фр. La corde raide) — альбом Владимира Высоцкого, записанный во Франции на студии Barclay в сентябре 1977 года в сопровождении инструментального ансамбля. Аранжировки песен для альбома делал Константин Казански.

## История создания
Константин Казански вспоминает:

В тот же самый 1977-й год, когда вышла «военная» пластинка на «Шан дю Монд», большой почитатель Высоцкого Жак Уревич, которого я уже упоминал, тоже захотел выпустить его пластинку. У нас с ним были разговоры об этом, и Уревич мне сказал: «Я не понимаю, как так получается. Когда ты делаешь аранжировки для Алёши Димитриевича, то каждая песня разная, а когда делаешь для Высоцкого, то там позади только гитары — и всё». Я ему ответил, что это не я, это Володя так хочет, это его вкус, а не мой. Уревич сказал: «Ладно, я с ним поговорю».
После разговора Уревича с Высоцким я получил карт-бланш — я мог делать такие аранжировки, которые хотел. И вот так получился альбом, выпущенный под названием «Натянутый канат» на студии «Полидор».
— О Владимире Высоцком вспоминает Константин Казански

## Список песен

### Издание 1977 года (винил)[1][2]

#### Сторона A
1. фр. Rien ne va, plus rien ne va (на мелодию песни «Моя цыганская», французский текст Максима Ле Форестье)
2. фр. Le cirque conjugal (Диалог у телевизора)
3. фр. L'étuve chauffée a blanc (Банька по-белому)
4. фр. La Vérité et Le Mensonge (Баллада о Правде и Лжи)
5. фр. La corde raide (Натянутый канат)

#### Сторона B
1. фр. Le fin du bal (на мелодию песни «Прерванный полёт», французский текст Максима Ле Форестье)
2. фр. La ballade de l'enfance (Баллада о детстве)
3. фр. Ma double destinée (Две судьбы)
4. фр. Celui qui était avec elle avant moi (Тот, кто раньше с нею был)
5. фр. Celui qui marchait autrement (Бег иноходца)
6. фр. La Grande Karetni (Большой Каретный)

### Издание 1996 года (CD)
1. Диалог у телевизора
2. Банька по-белому
3. Баллада о Правде и Лжи
4. Натянутый канат
5. Баллада о детстве
6. Две судьбы
7. Тот, кто раньше с нею был
8. Бег иноходца
9. Большой Каретный
10. Rien ne va, plus rien ne va
11. Le fin du bal

## Трибьют
В 2010 году вышел трибьют-альбом — «Tribute to Владимир Высоцкий: Натянутый канат 33 года спустя». Песни Высоцкого поют поп-исполнители и актёры. В трибьют вошло много песен оригинального альбома.